# Gianni Infantino
Giovanni Vincenzo Infantino (Brig-Glis, Valais, 23 de marzo de 1970) es un dirigente deportivo y abogado suizoitaliano, que desde el 26 de febrero de 2016 se desempeña como presidente de la FIFA. Fue secretario general de la UEFA entre 2009 y 2016.
El 26 de octubre de 2015, recibió el pleno respaldo del Comité Ejecutivo de UEFA a su candidatura a la presidencia de la FIFA en el congreso extraordinario de la FIFA, a celebrarse en febrero de 2016. El mismo día confirmó su candidatura al presentar las declaraciones de apoyo. El 16 de marzo de 2023, fue reelegido presidente de la FIFA hasta el año 2027. 

## Biografía
Es hijo de italianos y tiene las nacionalidades suiza e italiana. Estudió Derecho en la Universidad de Friburgo (Suiza) y habla italiano, francés, alemán, inglés, español y árabe de forma fluida. Está casado con una libanesa de nombre Leena Al Ashqar y tiene cuatro hijos.
En el ámbito futbolístico, declaró ser aficionado del club italiano Inter de Milán y de la selección italiana, y tener como ídolo al argentino Diego Maradona. Antes de entrar en la UEFA, trabajó como secretario general del Centro Internacional de Estudios Deportivos (CIES) en la Universidad de Neuchâtel y previamente había sido asesor de diversos organismos de fútbol en Italia, España y Suiza.

### Carrera en la UEFA
Llegó a la UEFA en agosto de 2000, trabajando en una gama de cuestiones legales, comerciales y profesionales del fútbol. Fue nombrado director de Asuntos Jurídicos y Licencias de las Divisiones de Clubes en enero de 2004. Durante todo este tiempo, también condujo el trabajo de la UEFA en el fomento de contactos estrechos con la Unión Europea, el Consejo de Europa y las autoridades gubernamentales. Fue ascendido a secretario general adjunto en 2007.
Gianni Infantino fue nuevamente ascendido a secretario general de la UEFA, un cargo que desempeñó desde octubre de 2009 hasta febrero de 2016. A la cabeza de la administración de la UEFA, Gianni Infantino ha intensificado el trabajo de la UEFA e impulsado iniciativas como Financial Fair Play, el apoyo comercial a las asociaciones nacionales y el desarrollo de competiciones de la UEFA en todos los niveles del juego. Supervisó la expansión de la Eurocopa 2016 a 24 equipos y jugó un papel integral en la concepción de la Liga de las Naciones de la UEFA y la Eurocopa 2020 que se llevó a cabo en 13 países europeos. Actualmente también es miembro del Comité de Reforma de la FIFA.

### Negociaciones con el Gobierno de Grecia
En el año 2015, el Gobierno griego decidió introducir una nueva ley de deportes, tras el escándalo en el fútbol en Grecia por actos de violencia y corrupción. Gianni Infantino, en ese tiempo secretario general de la UEFA, condujo las negociaciones con el Gobierno griego. La UEFA y la FIFA apoyaron a la Federación Helénica de Fútbol y enviaron una advertencia a Grecia de que podía enfrentarse una suspensión en el fútbol internacional por la injerencia del Gobierno.

### Presidente de la FIFA
Gianni Infantino confirmó su decisión a presentarse a la presidencia de la FIFA el 26 de octubre de 2015, tras el respaldo unánime del Comité Ejecutivo de la UEFA el mismo día. Él tuvo que presentar las declaraciones de apoyo.
El 26 de febrero de 2016, Infantino fue elegido presidente de la FIFA en un congreso extraordinario celebrado en Zúrich, sucediendo un interinato debido a un caso de corrupción. Tras una disputada primera votación, consiguió una amplia mayoría en la segunda vuelta al recibir 115 votos de los 207 posibles (representando un 55,55 %), superando al Salman Al Jalifa, que obtuvo 88 votos, en tanto que Ali bin al Hussein de Jordania y Jérôme Champagne no superaron los votos obtenidos en la primera vuelta de la votación. Finalmente, fueron solo cuatro los candidatos, ya que el sudafricano Tokyo Sexwale retiró su candidatura previo al comienzo del escrutinio.
| Candidato                      | 1.ª vuelta   | 2.ª vuelta    | Resultado               |
| ------------------------------ | ------------ | ------------- | ----------------------- |
| Gianni Infantino               | 88 (42,51 %) | 115 (55,55 %) | Electo presidente       |
| Salman bin Ibrahim Al Jalifa   | 85 (41,06 %) | 88 (42,51 %)  | —                       |
| Ali bin al Hussein de Jordania | 27 (13,04 %) | 4 (01,93 %)   | —                       |
| Jérôme Champagne               | 7 (03,38 %)  | 0 (00,00 %)   | —                       |
| Tokyo Sexwale                  | —            | —             | Retirada de candidatura |